# Cholowa
Die Cholowa (russisch Холо́ва) ist ein linker Nebenfluss der Msta in der russischen Oblast Nowgorod.
Die Cholowa hat ihren Ursprung in dem auf den Waldaihöhen gelegenen kleinen See Katschan.
Sie durchfließt die Ilmenniederung anfangs in westlicher Richtung, später in nordwestlicher Richtung.
Dabei passiert sie das Rajon-Verwaltungszentrum Krestzy.
Schließlich mündet sie in die nach Westen strömende Msta, 92 km oberhalb deren Mündung in den Ilmensee.
Die Cholowa hat eine Länge von 126 km. Sie entwässert ein Areal von 1900 km².
Sie wird hauptsächlich von der Schneeschmelze gespeist.
Der mittlere Abfluss 34 km oberhalb der Mündung beträgt 15,6 m³/s.
Im November, gelegentlich erst im Januar, gefriert der Fluss. Im April ist er wieder eisfrei.
Zumindest in der Vergangenheit wurde der Fluss zum Flößen genutzt.